# Atlantic (марка часов)
Atlantic — марка швейцарских часов. Под этой маркой производятся наручные часы, на основе различных типов механизмов, от классического механического до кварцевого.

## История часов Atlantic
- 1888 — 1 июня Эдуард Куммер основывает фабрику EKB в Бетлах (Швейцария) по производству карманных часов.
- 1925 — Эдуард Куммер начинает выпускать наручные часы под именем EKB.
- 1928 — EKB начинает производство наручных часов под названием Ariston, Aristex и Opus.
- 1930 — EKB первыми начинают производство наручных часов с водозащитой и продают их как часы Atlantic.
- 1952 — С этого года EKB выпускает все часы под именем Atlantic Watch Ltd.
- 1960 — Выпущен механизм с системой «Speed-Switch», покупаемый другими компаниями и используемый по сей день.
- 1965 — Латинская Америка, Центральная и Восточная Европа становятся самыми важными рынками, где продаются часы Atlantic, что делает Atlantic ведущим брендом в Asuag Group.
- 1989 — Компания UVB покупает Atlantic Watch Ltd и руководит её действиями на восточноевропейских рынках.

## Часы Atlantic сегодня
- Atlantic Watch Company — независимый производитель швейцарских часов.
- Atlantic Watch не входит ни в одну группу и является частной собственностью.
- Atlantic разрабатывает часы Swiss Made.
- Atlantic осуществляет контроль качества на всех этапах производства.
- Ежегодно Atlantic производит и продает более 80 тысяч часов.
- В ассортименте Atlantic есть спортивные, элегантные, классические часы.
- Часы Atlantic предлагают широкий выбор механических часов с автоподзаводом и ручным заводом.
- Atlantic выпускают лимитированные модели и часы из золота.
- Atlantic имеют свой мануфактурный механизм.

## Ценовая политика Atlantic
- Atlantic — швейцарский бренд средней ценовой категории.
- Atlantic выпускает часы в широком ценовом диапазоне от 285$ до 7150$.

## Материалы в часах Atlantic
- Корпуса и браслеты выполнены из стали 316L.
- Часть моделей выполнена из титана.
- Большая часть часов из коллекции — с сапфировыми стеклами.
- Все часы с водозащитой 30 м, некоторый с водозащитой 50 м, 100 м или 200 м.
- PVD покрытие.
- Гальваническое покрытие 18 каратным золотом.
- Корпуса из 14 каратного золота (585 пробы).